# Електродермална реакција
Електродермална реакција или електродермална активност (енгл. electrodermal activity) је својство људског тела које проузрокује сталне промене у електричним карактеристикама коже.
Емоционални доживљаји су повезани са повећањем проводљивости коже за електрицитет. Зној је електролит јер представља раствор соли у води, лучи се по површини коже и омогућава проводљивост коже за електрицитет. Знојне жлезде чија је функција у регулацији телесне температуре активирају се и у емоционалним ситуацијама. Руке, прсти, чело, пазух, су места са највише знојних жлезди.
Два индекса која се најчешће користе као мерило проводљивости коже су:
- SCL (skin conductance level) – електродермални ниво – базични ниво проводљивости коже асоциран са одређеном ситуацијом;
- SCR (skin conductance response) – електродермална реакција – мера пролазних промена у проводљивости коже која је асоцирана са специфичним искуством.

Повећане вредности електропроводљивости коже повезују се са појачаним знојењем што указује на емоционално узбуђење испитаника .